# Acantharctia lacteata
Acantharctia lacteata là một loài bướm đêm thuộc phân họ Arctiinae, họ Erebidae.